# Radio Lovely
Pour les articles homonymes, voir EFM.

Radio Lovely est une radio du Sud de l'Île-de-France de Catégorie B, destinée aux Sud-Franciliens avec des points info trafic détaillés (toutes les ½ heures le matin et le soir), de l'information locale, des bons plans sorties, des jeux de proximité, de la musique Hit and Gold et émettant en Essonne (où sont situés les studios) et en Seine-et-Marne.

## Histoire
La station a succédé à une station strictement associative, baptisée initialement « Sortie de Secours », puis « SDS » et créée dans les années 1982 - 1983 par des membres bénévoles de la maison de quartier de Bondoufle et son directeur de l'époque.
a
La radio EFM était à l'origine une radio Essonnienne de catégorie A, elle devient une radio de catégorie B en février 2006.
Dans la nuit du 3 au 4 septembre 2007 a eu lieu la NEVA (Nuit d'entrée en vigueur des autorisations) du nouveau plan de fréquences concernant la région Ile-de-France ; la fréquence d'EFM en Essonne (site TDF les Hauts-Cornus à Lisses) passe de 106.9 à 106.5 FM.
Le 6 novembre 2010, la radio reçoit l'autorisation du CSA pour exploiter une fréquence sur la ville de Melun, permettant ainsi d'avoir une couverture au sud Île-de-France ; et son antenne va évoluer vers une thématique orientée sur cette partie de l'Île-de-France.
Le 1er janvier 2011 EFM devient la 128e radio membre du GIE Les Indés Radios.
Depuis le 20 janvier 2011 EFM émet sur le 97.6 FM en Seine-et-Marne (du site TDF au Bois de Montaigu à Melun).
Le 14 juin 2012 EFM reçoit l'autorisation du CSA de changer de nom et, à partir de septembre 2012, « Radio EFM » s'appelle « Radio Rézo »,.
En 2019, la radio est rachetée par le groupe HPI, qui la renomme Radio Lovely. Le changement de nom est effectif le 2 avril 2019.

## Identité visuelle (logo)

Jusqu'en 2012
De septembre 2012 à mars 2019

## Fréquences
- Essonne : 106.5 FM[5] (Corbeil-Essonnes) et 97.6 FM[5] (Dourdan)
- Seine-et-Marne : 97.6 FM[5]